# Kertasinduyasa
Kertasinduyasa is een bestuurslaag in het regentschap Brebes van de provincie Midden-Java, Indonesië. Kertasinduyasa telt 5660 inwoners (volkstelling 2010).